# 欧文公司
爾灣公司是一家创办于1864年的私人公司，主业是房地产开发，总部设在美国加州新港攤中心。该公司大部分活动在爾灣市或其周边开展。爾灣市主要由爾灣公司规划完成，目前有266,000人居住。该公司由爾灣家庭成立，目前完全归唐纳德·布伦所有。由于该公司是私有的，其财务状况不向公众发布。然而，唐纳德·布伦是美国最富有的房地产开发商，身价$152亿美元。